# MDC-2
In crittografia, MDC2 (Modification Detection Code) è una funzione di hash con un output pari a 128 bit.
Per ragioni di brevetti, il supporto per MDC2 è disabilitato in OpenSSL e in molte distribuzioni Linux.

## Hash MDC-2
Il digest di 128 bit (16 byte) è tipicamente rappresentato da 32 cifre esadecimali.
Il seguente è un esempio di hash MDC2 dato in input un messaggio di 43 byte in ASCII:
"The quick brown fox jumps over the lazy dog" {\displaystyle \Longrightarrow } "000ed54e093d61679aefbeae05bfe33a"
È importante notare che basta una piccola modifica per cambiare completamente il valore della hash:
"The quick brown fox jumps over the lazy cog" {\displaystyle \Longrightarrow } "775f59f8e51aec29c57ac6ab850d58e8"
Dato in input una stringa vuota, cioè un messaggio di lunghezza zero, si ha il seguente output:
"" {\displaystyle \Longrightarrow } "52525252525252522525252525252525"